# 1.1.1.1
1.1.1.1 – darmowa usługa Domain Name System (DNS). Publiczna usługa DNS i serwery należą do firmy Cloudflare we współpracy z Centrum informacyjnym sieci Azji i Pacyfiku (APNIC). Usługa działa jako rekurencyjny serwer nazw zapewniający rozpoznawanie nazw domen dla dowolnego hosta w Internecie.
Powstanie usługi zostało ogłoszone 1 kwietnia 2018. Cloudflare podaje, że jest ona „najszybszą internetową usługą DNS dla konsumentów, która zapewnia prywatność”. 11 listopada 2018 Cloudflare ogłosiło aplikację mobilną dla swojej usługi 1.1.1.1 na Androida i iOS. 25 września 2019 Cloudflare wydało WARP, ulepszoną wersję swojej oryginalnej aplikacji mobilnej 1.1.1.1. Według DNSPerf 1.1.1.1 jest najszybszym na świecie rekurencyjnym programem do rozpoznawania nazw DNS, który wyprzedza inne popularne programy tego typu, takie jak Google Public DNS.

## Usługa
Usługa DNS 1.1.1.1 obsługuje rekurencyjne serwery nazw do użytku publicznego pod czterema adresami IP. Adresy są mapowane na najbliższy działający serwer za pomocą routingu Anycast. Usługa DNS jest również dostępna dla klientów Tor. Użytkownicy mogą skonfigurować usługę, ręcznie zmieniając swoje resolwery DNS na adresy IP poniżej. Użytkownicy urządzeń mobilnych mają możliwość pobrania aplikacji mobilnej 1.1.1.1, która automatycznie konfiguruje resolwery DNS na urządzeniu.
| Adresy IPv4 | 1.1.1.1 1.0.0.1                           |
| Adresy IPv6 | 2606:4700:4700::1111 2606:4700:4700::1001 |

## Technologia
1.1.1.1 odnosi sukces jako rekurencyjny resolwer DNS ze względu na rozległą sieć Cloudflare. Cloudflare prowadzi autorytatywny resolver DNS z siecią ponad 20 milionów usług internetowych. Dzięki rekursorowi i resolwerowi w tej samej sieci, na zapytania DNS można odpowiedzieć szybciej niż przy użyciu innych resolwerów.
Wraz z wydaniem aplikacji mobilnej 1.1.1.1 w listopadzie 2018 Cloudflare dodał możliwość szyfrowania zapytań DNS przez użytkowników za pomocą HTTPS lub TLS. Później WARP został zaimplementowany przy użyciu nowego protokołu WireGuard, który działa jak hiper-wydajny tunel VPN.

### Ujawnienie nadużyć
Witryny technologiczne zauważyły, że używając 1.1.1.1 jako adresu IP dla swojej usługi, Cloudflare ujawnił błędne konfiguracje w istniejących konfiguracjach, które naruszały standardy internetowe (takie jak RFC1918). 1.1.1.1 nie był zarezerwowanym adresem IP, ale został nadużyty przez wiele istniejących routerów (głównie sprzedawanych przez Cisco Systems) i firmy na potrzeby hostowania stron logowania do sieci prywatnych, stron wyjściowych lub innych celów, uniemożliwiając prawidłowy routing 1.1.1.1 w tych systemach. Ponadto 1.1.1.1 jest blokowany w wielu sieciach i przez wielu dostawców usług internetowych, ponieważ prostota adresu oznacza, że poprzednio był często wykorzystywany niewłaściwie do celów testowych i niezgodnego z prawem użytkowania. Te poprzednie zastosowania doprowadziły do ogromnego napływu śmieciowych danych do serwerów Cloudflare.

### Czyszczenie1.1.1.1i1.0.0.1
Blok IP 1.0.0.0/8 został przypisany w 2010 roku do APNIC; przedtem była to nieprzydzielona przestrzeń. Nieprzydzielona przestrzeń IP nie jest jednak taka sama jak zarezerwowana przestrzeń IP do użytku prywatnego (zwana zarezerwowanym adresem IP). Na przykład przedsiębiorstwo AT&T stwierdziło, że pracuje nad rozwiązaniem tego problemu w swoim sprzęcie CPE.

## Polityka prywatności
1.1.1.1 został zbudowany jako alternatywa dla domyślnych usług rozpoznawania nazw DNS od dostawców usług internetowych (ISP). Ponieważ każde zapytanie internetowe musi przejść przez resolwer DNS, aby przetłumaczyć tekstowy adres internetowy na numeryczny adres IP, resolwery DNS przechowują wiele danych o użytkownikach. Właściciele usług DNS, tacy jak dostawca usług internetowych, mogą dokładnie śledzić, jakie witryny odwiedza użytkownik. 1.1.1.1 Cloudflare’a jest sprzedawane jako przeciwieństwo tych tradycyjnych usług rozpoznawania nazw DNS. Serwis twierdzi, że przestrzega następujących zasad prywatności:
1. Nie zapisuje danych dziennika identyfikujących użytkownika na dysku;
2. Nigdy nie sprzedaje danych przeglądania ani nie wykorzystuje ich w żaden sposób aby kierować do Ciebie reklamy oparte na twoich danych;
3. Użytkownik końcowy nie jest zobowiązany do podawania żadnych danych osobowych – imienia, nazwiska, numeru telefonu czy adresu e-mail – w celu korzystania z aplikacji 1.1.1.1 z Warp;
4. Będzie regularnie zatrudniać zewnętrznych audytorów, aby upewnić się, że dotrzymujemy tych obietnic.

## WARP
1 kwietnia 2019 Cloudflare ogłosiło, że planuje uruchomić usługę VPN o nazwie WARP, która będzie wbudowana w aplikację mobilną 1.1.1.1. Standardowa usługa byłaby bezpłatna, z planem płatnym, który obejmuje dodatkowe funkcje. Usługa została zapowiedziana w kwietniu, a miliony ludzi zapisały się, aby uzyskać WARP. W kolejnych miesiącach Cloudflare nie opublikował żadnych aktualizacji ani ogłoszeń dotyczących WARP, co doprowadziło do frustracji i negatywnych opinii. Po wielu oczekiwaniach Cloudflare opublikowało WARP 25 września 2019.
WARP to aktualizacja istniejącej aplikacji mobilnej Cloudflare’a, 1.1.1.1. Z aplikacji można korzystać w 3 różnych trybach:
- 1.1.1.1 używa publicznego resolwera DNS Cloudflare do szyfrowania zapytań DNS przez DoH i DoT;
- 1.1.1.1 z WARP pozwala użytkownikom szyfrować cały ruch mobilny zamiast samych zapytań DNS;
- WARP + to płatny plan premium usługi. Korzystając z Argo Smart Routing firmy Cloudflare, WARP+ kieruje ruch przez „Internetowy pas szybkiego ruchu”, dzięki czemu strony internetowe ładują się średnio o 30% szybciej niż przeciętnie[10].